# Sirinopteryx undulifera
Sirinopteryx undulifera là một loài bướm đêm trong họ Geometridae.